# بوستان سرچشمه نهر مسیح
سرچشمه نهر مسیح نام بوستانی در شهرستان خاتم در استان یزد است.‌ بوستان سرچشمه نهر مسیح که در کنار رودخانه نهر مسیح قرار گرفته بر جذابیت چشمه افزوده و آن را به تفرجگاهی زیبا و بکر در دل کویر تبدیل کرده‌است این بوستان دارای امکانات رفاهی نظیر فروشگاه مواد غذایی، رستوران، فضای بازی کودکان، زمین‌ ورزشی و سکوهای اقامتی است.
این تفرجگاه در پنج کیلومتری جنوب شرق شهر هرات واقع در شهرستان خاتم و در جنوب استان یزد واقع شده‌است.
نهر مسیح تنها رودخانه دائمی استان یزد و هفتمین میراث طبیعی ثبت شده در فهرست آثار ملی طبیعی ایران است.